# Primeira Divisão de 1995–96
A Primeira Divisão de 1995–96 foi a 62.ª edição do Campeonato Português de Futebol.

## Análise
O FC Porto foi o vencedor do campeonato com, 11 pontos de avanço sobre o Benfica.
O FC Porto voltou a vencer o campeonato, conseguindo o "bi" e, provando o seu domínio no futebol português. Os "azuis e brancos" nunca tiveram grandes dificuldades e, desde cedo, assumiram o controlo do campeonato, tornando-se campeões, sem grandes dificuldades.
O Benfica, apesar de um mau início de época, que levou à mudança de treinador, conseguiu encontrar alguma estabilidade dentro de campo, graças ao trabalho Mário Wilson, que, apesar de nunca ter posto em causa o domínio do FC Porto, consegui, com alguma tranquilidade, acabar no 2.º lugar.
O Sporting, depois do 2.º lugar na época anterior, foi a grande desilusão da época, vendo-se, desde cedo, afastado da luta pelo título, tendo que sofrer para agarrar o 3.º lugar, face à proximidade do Boavista e do Vitória de Guimarães.
O Boavista, depois de uma má época em 1994/1995, voltou aos lugares europeus, tendo lutado pelo 3.º lugar, ficando a 2 pontos de conseguir tal feito.
O Vitória de Guimarães confirmou o seu bom momento, garantindo, pela segunda vez consecutiva, um lugar nas competições europeias, depois do 4.º lugar da época anterior.
Por determinação da FIFA, a Primeira Divisão de 1995/1996 foi a primeira edição da Liga em que todas as vitórias passaram a valer 3 pontos. Até a temporada anterior, cada vitória valia 2 pontos.

## Equipas

### Equipas Participantes
| Equipa             | Treinador          | Estádio                           | Cidade           |
| ------------------ | ------------------ | --------------------------------- | ---------------- |
| FC Porto           | Bobby Robson       | Estádio das Antas                 | Porto            |
| Sporting CP        | Carlos Queiroz     | Estádio José Alvalade             | Lisboa           |
| SL Benfica         | Artur Jorge        | Estádio da Luz                    | Lisboa           |
| Vitória SC         | Vítor Oliveira     | Estádio D. Afonso Henriques       | Guimarães        |
| Farense            | Paco Fortes        | Estádio de São Luís               | Faro             |
| União de Leiria    | Vítor Manuel       | Estádio Dr. Magalhães Pessoa      | Leiria           |
| Marítimo           | Raul Águas         | Estádio dos Barreiros             | Funchal          |
| Tirsense           | José Romão         | Estádio Abel Alves de Figueredo   | Santo Tirso      |
| Boavista           | Manuel José        | Estádio do Bessa                  | Porto            |
| SC Braga           | Manuel Cajuda      | Estádio 1.º de Maio               | Braga            |
| Salgueiros         | Mário Reis         | Estádio Engenheiro Vidal Pinheiro | Porto            |
| Belenenses         | João Alves         | Estádio do Restelo                | Lisboa           |
| Gil Vicente        | Bernardino Pedroto | Estádio Adelino Ribeiro Novo      | Barcelos         |
| GD Chaves          | Vítor Urbano       | Estádio Municipal de Chaves       | Chaves           |
| Estrela da Amadora | Fernando Santos    | Estádio José Gomes                | Amadora          |
| Leça               | Fernando Festas    | Estádio do Leça Futebol Clube     | Leça da Palmeira |
| Campomaiorense     | Manuel Fernandes   | Estádio Capitão César Correia     | Campo Maior      |
| Felgueiras         | Jorge Jesus        | Estádio Dr. Machado de Matos      | Felgueiras       |

### Mudanças de Treinador durante a Época
| Equipa         | Treinador Despedido | Data de Saída | Posição | Treinador Contratado | Data de Entrada |
| -------------- | ------------------- | ------------- | ------- | -------------------- | --------------- |
| SL Benfica     | Artur Jorge         | 09/09/1995    | 6.º     | Mário Wilson         | 10/09/1995      |
| Leça           | Fernando Festas     | 01/10/1995    | 17.º    | António Pinto        | 02/10/1995      |
| GD Chaves      | Vítor Urbano        | 05/11/1995    | 17.º    | Joaquim Teixeira     | 06/11/1995      |
| Campomaiorense | Manuel Fernandes    | 19/11/1995    | 18.º    | Diamantino Miranda   | 20/11/1995      |
| Vitória SC     | Vítor Oliveira      | 17/12/1995    | 6.º     | Manuel Machado       | 23/12/1995      |
| Tirsense       | José Romão          | 23/12/1995    | 18.º    | Eurico Gomes         | 30/12/1995      |
| Vitória SC     | Manuel Machado      | 13/01/1996    | 8.º     | Jaime Pacheco        | 14/01/1996      |
| Sporting CP    | Carlos Queiroz      | 17/02/1996    | 3.º     | Fernando Mendes      | 18/02/1996      |
| Marítimo       | Raul Águas          | 10/03/1996    | 7.º     | Rui Vieira           | 10/03/1996      |
| GD Chaves      | Joaquim Teixeira    | 17/03/1996    | 17.º    | José Romão           | 18/03/1996      |
| Sporting CP    | Fernando Mendes     | 31/03/1996    | 4.º     | Octávio Machado      | 01/04/1996      |

## Classificações
| Pos | Equipa               | J  | V  | E  | D  | GM | GS | Diff | Pts | Qualificação/Despromoção     |
| --- | -------------------- | -- | -- | -- | -- | -- | -- | ---- | --- | ---------------------------- |
| 1   | FC Porto             | 34 | 26 | 6  | 2  | 84 | 20 | +64  | 84  | Liga dos Campeões da UEFA    |
| 2   | Benfica              | 34 | 22 | 7  | 5  | 51 | 27 | +30  | 73  | Taça dos Vencedores de Taças |
| 3   | Sporting             | 34 | 19 | 10 | 5  | 69 | 27 | +42  | 67  | Taça UEFA                    |
| 4   | Boavista             | 34 | 19 | 8  | 7  | 59 | 28 | +31  | 65  | Taça UEFA                    |
| 5   | Vitória de Guimarães | 34 | 19 | 5  | 10 | 55 | 39 | +16  | 62  | Taça UEFA                    |
| 6   | Belenenses           | 34 | 14 | 9  | 11 | 53 | 33 | +20  | 51  |                              |
| 7   | União de Leiria      | 34 | 14 | 5  | 15 | 38 | 50 | -12  | 47  |                              |
| 8   | Sporting de Braga    | 34 | 12 | 9  | 14 | 44 | 47 | -3   | 45  |                              |
| 9   | Marítimo             | 34 | 12 | 7  | 15 | 39 | 53 | -14  | 43  |                              |
| 10  | Salgueiros           | 34 | 7  | 15 | 12 | 39 | 49 | -10  | 36  |                              |
| 11  | Estrela da Amadora   | 34 | 7  | 14 | 13 | 53 | 50 | +3   | 35  |                              |
| 12  | Gil Vicente          | 34 | 9  | 9  | 16 | 31 | 49 | -18  | 36  |                              |
| 13  | Farense              | 34 | 10 | 6  | 18 | 36 | 45 | -9   | 36  |                              |
| 14  | Leça                 | 34 | 9  | 7  | 18 | 29 | 55 | -26  | 34  |                              |
| 15  | Desportivo de Chaves | 34 | 9  | 7  | 18 | 38 | 56 | -18  | 34  |                              |
| 16  | Felgueiras           | 34 | 8  | 9  | 17 | 29 | 47 | -18  | 33  | Liga de Honra                |
| 17  | Campomaiorense       | 34 | 10 | 3  | 21 | 32 | 69 | -37  | 33  | Liga de Honra                |
| 18  | Tirsense             | 34 | 7  | 10 | 17 | 30 | 53 | -23  | 31  | Liga de Honra                |

## Resultados
| 1995/1996            | FCP | SLB | SCP | BFC | VSC | BEL | UDL | SCB | CSM | FAR | GVC | SCS | CFE | LFC | GDC | FEL | SCC | FCT |
| FC Porto             |     | 3-0 | 2-1 | 1-0 | 2-3 | 1-0 | 1-0 | 6-3 | 6-0 | 2-0 | 2-0 | 2-0 | 6-0 | 2-0 | 2-0 | 6-2 | 5-0 | 5-0 |
| Benfica              | 2-1 |     | 0-0 | 1-1 | 1-1 | 1-0 | 4-0 | 3-0 | 5-1 | 0-1 | 3-0 | 0-0 | 1-0 | 3-1 | 2-0 | 1-0 | 2-0 | 2-1 |
| Sporting             | 0-2 | 2-0 |     | 0-0 | 2-3 | 3-1 | 0-0 | 0-1 | 2-0 | 5-0 | 4-1 | 2-2 | 6-2 | 2-0 | 4-1 | 4-0 | 7-1 | 1-0 |
| Boavista             | 1-1 | 1-3 | 2-1 |     | 2-1 | 1-0 | 5-0 | 5-2 | 1-0 | 3-0 | 3-0 | 1-1 | 1-1 | 2-0 | 2-0 | 4-0 | 4-0 | 1-1 |
| Vitória de Guimarães | 0-2 | 2-4 | 1-1 | 1-3 |     | 1-0 | 3-0 | 1-1 | 6-0 | 1-0 | 2-0 | 1-2 | 3-0 | 2-0 | 2-1 | 2-0 | 4-0 | 2-1 |
| Belenenses           | 1-1 | 1-0 | 0-1 | 1-2 | 1-0 |     | 3-1 | 1-1 | 4-1 | 2-1 | 2-2 | 0-1 | 4-1 | 5-0 | 4-1 | 0-1 | 3-1 | 1-1 |
| União de Leiria      | 0-0 | 0-2 | 1-2 | 1-0 | 1-2 | 1-0 |     | 1-0 | 0-4 | 1-0 | 2-0 | 3-2 | 2-1 | 1-3 | 4-1 | 0-0 | 4-0 | 5-1 |
| SC Braga             | 0-3 | 1-2 | 1-3 | 2-0 | 4-0 | 1-1 | 0-0 |     | 1-1 | 3-2 | 1-1 | 2-2 | 2-1 | 3-0 | 1-0 | 2-0 | 1-0 | 4-0 |
| Marítimo             | 1-1 | 2-2 | 0-5 | 2-0 | 4-0 | 1-2 | 1-0 | 2-1 |     | 0-0 | 1-0 | 3-1 | 1-1 | 2-0 | 0-2 | 0-2 | 3-0 | 1-0 |
| Farense              | 0-2 | 1-3 | 0-1 | 2-0 | 0-1 | 1-3 | 1-1 | 1-0 | 2-0 |     | 5-0 | 4-1 | 1-0 | 2-0 | 0-0 | 0-0 | 3-1 | 2-1 |
| Gil Vicente          | 0-1 | 1-2 | 0-2 | 1-1 | 2-0 | 0-0 | 1-0 | 1-2 | 1-0 | 2-2 |     | 1-1 | 0-1 | 0-0 | 2-0 | 2-0 | 3-1 | 1-0 |
| Salgueiros           | 0-4 | 4-2 | 2-2 | 0-2 | 1-2 | 1-3 | 4-0 | 0-0 | 2-0 | 1-0 | 2-3 |     | 0-0 | 3-0 | 2-2 | 0-0 | 0-2 | 1-1 |
| Estrela da Amadora   | 1-1 | 0-1 | 1-1 | 0-0 | 0-0 | 2-2 | 2-4 | 4-2 | 1-1 | 1-1 | 3-1 | 1-1 |     | 1-0 | 2-3 | 2-1 | 2-0 | 0-0 |
| Leça                 | 0-2 | 0-0 | 1-1 | 0-3 | 1-0 | 0-5 | 0-1 | 0-1 | 0-0 | 2-1 | 0-2 | 1-1 | 0-2 |     | 4-1 | 1-0 | 4-1 | 3-1 |
| Desportivo de Chaves | 2-3 | 1-2 | 1-1 | 2-3 | 1-2 | 1-0 | 0-1 | 1-0 | 0-2 | 2-1 | 1-0 | 1-1 | 0-0 | 2-2 |     | 1-0 | 4-1 | 2-0 |
| Felgueiras           | 1-1 | 1-2 | 0-1 | 2-0 | 0-3 | 0-0 | 3-0 | 1-1 | 0-3 | 3-1 | 2-2 | 2-0 | 2-1 | 1-2 | 2-2 |     | 3-0 | 0-1 |
| Campomaiorense       | 0-1 | 0-0 | 0-1 | 0-2 | 0-1 | 2-3 | 4-2 | 2-0 | 3-1 | 1-0 | 2-0 | 0-0 | 2-1 | 1-1 | 2-1 | 2-0 |     | 3-1 |
| Tirsense             | 2-4 | 0-1 | 1-1 | 1-3 | 2-2 | 0-0 | 0-1 | 2-0 | 2-1 | 2-1 | 1-1 | 2-0 | 0-0 | 1-3 | 2-1 | 0-0 | 2-0 |     |
| -------------------- | --- | --- | --- | --- | --- | --- | --- | --- | --- | --- | --- | --- | --- | --- | --- | --- | --- | --- |

## Melhores Marcadores
| CI. | Jogador                 | Equipa         | Golos |
| --- | ----------------------- | -------------- | ----- |
| 1   | Domingos                | FC Porto       | 25    |
| 2   | João Vieira Pinto       | Benfica        | 18    |
| 3   | Edinho                  | Vitória SC     | 15    |
| 3   | Constantino             | Leça           | 15    |
| 3   | Leonson Lewis           | Felgueiras     | 15    |
| 6   | Artur                   | Boavista       | 14    |
| 7   | Maurício Cabedelo       | U. Leiria      | 13    |
| 7   | Edmilson                | FC Porto       | 13    |
| 9   | Jimmy Floyd Hasselbaink | Campomaiorense | 12    |
| 10  | Paulo Alves             | Sporting       | 10    |
| 10  | Alexander Bunbury       | Marítimo       | 10    |

## Média de Espectadores
| Clube          | Média  | +/-   |
| -------------- | ------ | ----- |
| FC Porto       | 24.882 | 22,1% |
| Sporting       | 15.029 | 50,0% |
| Benfica        | 8.706  | 63,7% |
| Marítimo       | 8.176  | 20,6% |
| V. Guimarães   | 7.412  | 27,6% |
| SC Braga       | 6.676  | 20,1% |
| Farense        | 6.412  | 11,4% |
| Boavista       | 5.941  | 31,2% |
| Felgueiras     | 5.588  | Novo  |
| GD Chaves      | 5.324  | 6,7%  |
| Belenenses     | 4.412  | 14,8% |
| U. Leiria      | 4.088  | 36,8% |
| Salgueiros     | 3.824  | 19,8% |
| Gil Vicente    | 3.765  | 17,9% |
| Campomaiorense | 3.618  | Novo  |
| Tirsense       | 3.471  | 27,2% |
| Leça           | 3.459  | Novo  |
| E. Amadora     | 2.724  | 32,4% |
| TOTAL          | 6.861  | 30,0% |
| Fonte          | [ 1 ]  | [ 1 ] |

## Campeão

### Plantel Campeão
| Pos.   | N            | Jogador           | Idade | Jogos | Golos |
| ------ | ------------ | ----------------- | ----- | ----- | ----- |
| GR     | 1            | Vítor Baía        | 26    | 26    | -     |
| GR     | 12           | Silvino           | 37    | 5     | -     |
| GR     | 24           | Vítor Nóvoa       | 33    | 2     | -     |
| GR     | 33           | Jorge Silva       | 24    | 1     | -     |
| GR     | 35           | Eriksson          | 30    | 4     | -     |
| D      | 2            | João Pinto        | 34    | 13    | -     |
| D      | 7            | Secretário        | 26    | 27    | -     |
| D      | 15           | Bandeirinha       | 33    | 1     | -     |
| D      | 3            | Rui Jorge         | 23    | 22    | 2     |
| D      | 20           | Paulinho Santos   | 25    | 25    | -     |
| D      | 4            | Aloísio           | 32    | 29    | -     |
| D      | 5            | Zé Carlos         | 31    | 8     | -     |
| D      | 19           | João Manuel Pinto | 23    | 17    | 3     |
| D      | 22           | Jorge Costa       | 24    | 21    | 1     |
| D      | 25           | Matias            | 32    | 4     | -     |
| M      | 23           | Emerson           | 24    | 29    | 4     |
| M      | 6            | Lipcsei           | 24    | 23    | 6     |
| M      | 13           | Semedo            | 31    | 1     | -     |
| M      | 18           | Bino              | 23    | 12    | 2     |
| M      | 8            | Rui Barros        | 30    | 27    | 4     |
| M      | 10           | Latapy            | 27    | 26    | 5     |
| A      | 17           | Jorge Couto       | 25    | 10    | 3     |
| A      | 21           | Edmilson          | 24    | 31    | 13    |
| A      | 11           | Drulović          | 27    | 31    | 8     |
| A      | 30           | Folha             | 24    | 31    | 4     |
| A      | 9            | Domingos          | 27    | 29    | 25    |
| A      | 14           | Mielcarski        | 25    | 5     | 2     |
| A      | 28           | Quinzinho         | 22    | 9     | 2     |
|        |              |                   |       |       |       |
| T      | Bobby Robson | Bobby Robson      | 63    |       |       |
| Fonte: |              |                   |       |       |       |